# Brányik Sándor
Brányik Sándor (Vízkelet, 1910. március 2. – Csilizpatas, 1980. augusztus 14.) református lelkipásztor.

## Élete
1928-ban a pozsonyi magyar gimnáziumban érettségizett, majd a losonci református Teológiai Akadémián tanult tovább. Előbb Búcson lett segédlelkész, majd a második világháború alatt 1945-ig Eperjesen volt lelkipásztor.
1945 után Bajánházán, Szomotoron, majd 1956-ig Hardicsán szolgált. 1956–1980 között Csilizpatas lelkésze volt.
A második világháború idején Zsolnán és másutt zsidók százait keresztelte ki és mentette meg életüket. A szlovák hatóságok zaklatása miatt bujkálnia kellett.